# Giovanni Camillo Sagrestani
Giovanni Camillo Sagrestani, né à Florence en 1660 et mort dans la même ville en 1731, est un peintre italien baroque de l'école florentine qui a été actif principalement en Toscane à la fin du XVIIe et au début du XVIIIe siècle.

## Biographie
Giovanni Camillo Sagrestani naît à Florence le 15 décembre 1660. Il est l'élève d'Antonio Giusti (en) et de Romolo Panfi (en) à Florence, avant de se rendre à Rome, Venise et Bologne où il collabore avec Carlo Cignani.
Dans les années 1690, il retourne à Florence où, en 1694, il adhère à l'Academia del disegno.
Ses principaux élèves ont été Matteo Bonechi (1672-1726) et Ranieri del Pace ; celui-ci a été son plus talentueux disciple et a collaboré avec lui pour la réalisation de nombreuses œuvres, dont la décoration de la villa de Poggio alla Scaglia (anciennement Tempi) à Florence.
Quatre toiles attribuées à Sagrestani se trouvent dans l'église de Santa Maria della Fraternità à Foiano della Chiana. Il a aussi travaillé dans l'église San Frediano in Cestello, dans l'Oltrarno, le quartier de Florence au-delà du fleuve.
Plusieurs peintures de l'église de l'Annunziata à San Giovanni Valdarno lui sont attribués.
S'opposant au style académique de Pier Dandini et Alessandro Gherardini, il a participé activement à l'introduction de l'art décoratif de la fin du baroque à Florence.
il meurt à Florence le 7 mai 1731 ; il est enterré à l'église Santa Margherita in Santa Maria de' Ricci,.

## Œuvres
- La Vierge de l'Annonciation et L'Ange de l'Annonciation, deux huiles sur toile en pendant, vers 1720, 146 × 116 cm et 146 × 115,6 cm, Beauvais, MUDO - Musée de l'Oise[5],[6].
- Mariage de la Vierge, retable, 1713, Florence, basilique Santo Spirito, chapelle Capponi.

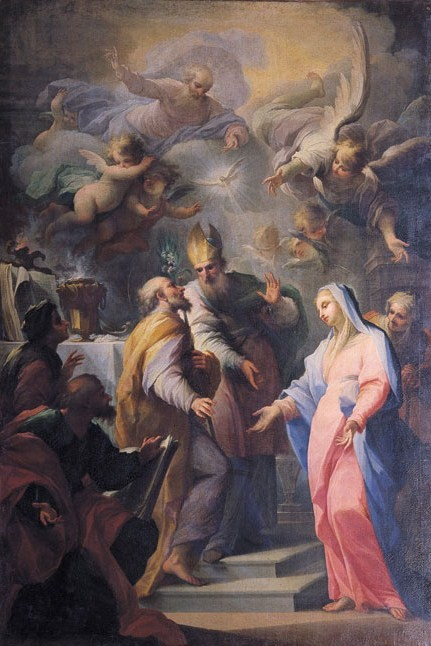
Mariage de la Vierge, retable, 1713

- L’Assomption de la Vierge, huile sur toile, 497 × 335 cm, Nancy, Musée des Beaux-Arts, collection Victor Poirel[7].
- Scène bacchanale avec des figures de danse et joyeuses dans un paysage boisé,
- Fresques et retable (1702), chapelle de S. Maria Maddalena de Pazzi, San Frediano in Cestello, Florence.
- Huit toiles représentant des scènes de la Vie de la Vierge (1707), Santa Margherita, Maria de Ricci,
- Deux peintures (1708-1714), Santa Maria delle Selve à Lastra, Signa.
- Autoportrait, début du XVIIIe siècle, peinture à l'huile sur toile, 74,5 × 58,5 cm, Musée des Offices[8].